# Kelemen Adolf
Kelemen Adolf, születési és 1888-ig használt nevén Weisz Adolf (Veszprém, 1861. június 21. – Dutovlje, 1917. február 19.) zsidó származású magyar hittudós, rabbi.

## Életútja
Weisz József és Kollin Léni fiaként született. A főgimnázium befejezése után egyetemi tanulmányait az Országos Rabbiképző Intézetben (1882-től) és a Berlini Zsidó Tudományi Főiskolán végezte. Ezt követően Gyöngyösön működött hittanárként. 
1889 augusztusában a nagyatádi zsidó hitközség, melynek korábbi rabbija, Steinherz Jakab székesfehérvári főrabbi lett, Kelemen Adolfot választotta rabbijának. 1893-ban pancsovai kerület rabbijának választották. 1899 és 1904 között a nyíregyházi hitközségnél szolgált mint hitoktató és iskolaigazgató. 1904. július 10-én tartott közgyűlésén a fogarasi hitközség egyhangúlag rabbijává választotta; hivatalát augusztus 30-án foglalta el.
Az első világháború idején, 1914. október 15-től a 41-ik honvédhadosztály tábori rabbija volt. Az olasz harctéren – a 704. számú dutovljei tábori kórházban – ötvenöt éves korában, február 19-ikén hősi halált halt, majd másnap délelőtt ugyanott, zsidó rítus szerint örök nyugalomra helyezték. 1917. április 29-én az Egyenlőség olvasói által felajánlott gyűjtés segítségével exhumálták és a Kozma utcai izraelita temetőben újratemették.
Tagja volt az Izraelita Magyar Irodalmi Társulat választmányának.
Cikkei felekezeti hetilapokban, továbbá az Egyetértés és a Pester Lloyd hasábjain jelentek meg. Több beszéde és egy Hagadája nyomtatásban is megjelent. Munkatársa volt A zsidók egyetemes története című műnek.

## Munkái
- Peszach Hagada. Budapest, 1888
- Ünnepi beszéd. Pancsova, 1896